# Opakovací větrovka Girandoni
Opakovací puška Girandoni je větrovka, tedy střelná zbraň u které je energie výstřelu čerpána ze stlačeného vzduchu. Je to první větrovka, která byla zavedena do výzbroje armády.

## Historie

### Vynálezce
Bartolomeo Girandoni (podle některých pramenů též Girardoni) pocházel z Jižního Tyrolska a narodil se v roce 1744. Vyučil se hodinářem. Zajímal se o zbraně a snažil se vyvinout systém pro zjednodušení nabíjení, tedy to, co dnes označujeme jako opakovací zbraň.
V roce 1778 nabídl Rakousku dvě varianty opakovacích pušek.
První z nich byla palná zbraň s křesadlovým zámkem. Druhá byla větrovka využívající energie stlačeného vzduchu z tlakové nádoby, která zároveň tvořila pažbu zbraně. Girandoni nebyl vynálezcem principu větrovky, ale vyrobil opakovací větrovku.
Jeho zbraně byly vybaveny trubicovou nábojovou schránkou na střelivo umístěnou podél hlavně a posuvným podavačem, který se pohyboval kolmo k hlavni. Pro praktické zavedení do výzbroje byla vybrána jeho větrovka. Byla nasazena v omezeném měřítku. Ve své době nebyl Girandoni technologicky schopen vyrábět požadované dostatečné množství zbraní. Selhávaly i tlakové nádoby v důsledku nevyrovnané kvality materiálu.
Girandoni zemřel ve Vídni v roce 1799. Větrovky byly staženy z výzbroje v prvních letech počátkem 19. století.

### Použití větrovek
K prvnímu předvedení zbraní komisi rakouského ministerstva války došlo s doporučením polního maršála Rouneraye v roce 1778. Zbraně zaujaly císaře Josefa II., který nařídil provedení zkoušek. Zkoušky byly ukončeny úspěšně.
Na konci roku 1779 byla objednána první série. Bartolomeo Girandoni se přestěhoval do Vídně a zahájil výrobu.
V letech 1780 až 1784 bylo vyrobeno cca 274 kusů větrovek. Toto relativně pomalé tempo výroby bylo Girandonimu vytýkáno. Navíc část produkce byla dodávána i pro civilní trh. Byly přijata opatření pro zrychlení výroby a do poloviny roku 1787 bylo dodáno armádě cca 1 000 zbraní. Rakousko začalo válku s Tureckem.
Armáda požadovala, aby každý voják vybavený větrovkou měl i dvě náhradní tlakové nádoby, které nebyly k dispozici. Právě výroba tlakových nádob byla v té době velmi náročná a pomalá.
Část větrovek byla ponechána ve skladech a jejich pažby/tlakové nádoby byly použity jako náhradní k použitým zbraním. Dvě náhradní tlakové nádoby, čtyři zásobníky a ruční pumpa byly příslušenstvím každé zbraně. Příslušenství bylo dodáváno ve speciálně navrženém koženém vaku.
Kromě ručních pump byl dodáván větší mechanický pumpovací stroj. Pumpovací stroje byly připevněné na speciálních povozech.
Armáda měla k dispozici cca 200 větrovek se vším příslušenstvím. Zbylých 800 kusů mělo být doplněno do počátku roku 1788.
Větrovky se lišily od ostatních zbraní a jejich ovládání bylo komplikovanější. Proto bylo potřeba vycvičit vybrané vojáky pro jejich obsluhu. Vojáci vyzbrojení větrovkami byli nejdříve rozptýleni a začleněni do běžných jednotek.
V polovině roku bylo k dispozici asi 700 kompletních souprav podle požadavků armády. Celkové výsledky armády v boji proti Turkům císaře neuspokojily. Koncem roku 1788 byly větrovky staženy do skladů. Ve zprávě pro válečnou radu se uvádí, že v té době byla provozuschopná asi jen třetina zbraní. Bylo navrženo soustředit střelce s těmito zbraněmi do samostatných jednotek.
Prezident válečné rady Hadik předložený návrh schválil a válečná rada podpořila vytvoření speciální jednotky. Císař Josef II. návrh nepodpořil a požadoval ponechat stávající stav, kdy jsou střelci s větrovkami součástí standardních oddílů.
Josef II ale v roce 1790 umírá. Nastupuje Leopold II., který nechal zformovat sbor Tyrolských ostrostřelců vybavený větrovkami. Stažené zbraně bylo nutno opravit a tak mělo vyzbrojení tohoto sboru zpoždění a někteří vojáci větrovky neměli.
Válečná rada žádala ještě v roce 1793 o podporu císaře a podpořila ji zprávou velitele Tyrolských ostrostřelců Fennera, který větrovky chválil. Počátkem roku 1794 bylo objednáno 500 větrovek pro dozbrojení sboru.
Bartolomeus Girandoni umírá v roce 1799. V té době bylo dodáno jen 148 z objednaných 500 kusů. Císař se rozhodl dodávky pro armádu zastavit.
Doplňování porouchaných zbraní bylo řešeno již zbraněmi na střelný prach. Tím došlo k postupnému ukončení nasazení větrovek v armádě.
V praxi se ukázalo, že jednotky vyzbrojené větrovkami nelze použít pro útok. Jednotky byly omezeny naplněnými zásobníky vzduchu, vozy s pumpami a dalšími tlakovými zásobníky nebyly schopny následovat útočící jednotky. Doplnění vzduchu ruční pumpou bylo příliš náročné. Větrovka byla tedy používána více při obraně pevností.
Systém větrovek byl oblíbený i v civilní sféře. Ve výrobě pokračovali i další puškaři. Například vídeňský Contriner, Staudenmayer v Anglii, Bedřich Poppe v Praze.
Jejich zbraně určené pro bohaté civilní střelce byly ve srovnání s vojenskými zbraněmi více zdobené a luxusnější.

## Konstrukce
Přínosem i problémem větrovek byla nutná přesnost výroby. Tlakové nádoby byly zaměnitelné. Taktéž ráže všech zbraní byla důsledně sjednocena.
Zbraň měla trubicovou nábojovou schránku pro 22 sférických střel. Hlaveň byla drážkovaná.
Tlaková nádoba tvořila pažbu zbraně a byla nýtována a pájena z 2 mm plechu. Byla tlakována cca na 60 barů. Objem byl cca 1 litr a stačil cca na 50 výstřelů. Doporučení pro vojáky bylo měnit nádobu s každým zásobníkem, tedy po 22 výstřelech.
Zbraň měla zámek podobný křesadlovému zámku a má i kohout. Bicí pero muselo vyvinout sílu pro přetlačení stlačeného vzduchu v tlakové nádobě a proto byla k natažení kohoutu potřeba větší síla.
V závěru zbraně byl horizontálně posuvný blok. Pohyboval se kolmo k ose hlavně. Jeho posunem byl dopraven do hlavně další projektil ze zásobníku.